# Frontera entre Japón y Rusia
La frontera entre Japón y Rusia es el límite marítimo de facto que separa las aguas territoriales de los dos países. Según la agencia fronteriza de Rusia, la longitud de la frontera es 194,3 kilómetros (120,7 millas) . 
Los dos países no comparten una frontera terrestre, aunque lo hicieron durante el período 1905-1945 cuando la Isla de Sajalín se dividió entre Japón y el Imperio ruso (y más tarde la URSS ).

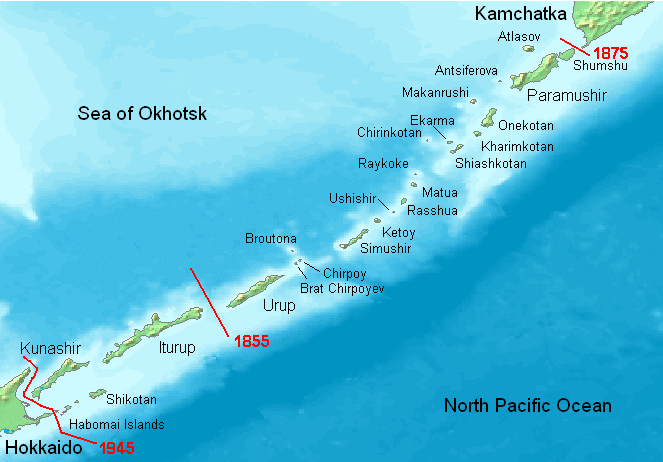
La frontera cambiante en las Islas Kuriles

La frontera entre Rusia y Japón ha cambiado varias veces en los últimos 200 años. El Tratado de Shimoda (1855) dividió las Islas Kuriles, creando un límite marítimo entre el Etorofu japonés (Iturup) en el sur y el Urup ruso en el norte. El tratado no determinó el status de Sajalín.
El Tratado de San Petersburgo (1875) asignó la isla de Sajalín a Rusia y todas las islas Kuriles a Japón. Así, durante los siguientes 30 años, la frontera marítima entre los dos imperios discurría por el estrecho de La Pérouse (entre Hokkaido y Sajalín) y el estrecho de Kuril (entre la Península de Kamchatka rusa y la isla de Shumshu en las Kuriles).
Durante la Guerra ruso-japonesa, Japón pudo invadir y ocupar toda la isla de Sajalín durante varias semanas en julio de 1905. Por el Tratado de Portsmouth, que concluyó la guerra, Rusia cedió la mitad sur de Sajalín a Japón (incorporada como prefectura de Karafuto ), mientras que las tropas japonesas se retiraron de la mitad norte; así, los dos países compartieron por primera vez en su historia una frontera terrestre, que discurría a lo largo del paralelo 50 norte a través de toda la isla de Sajalín, desde el Estrecho de Tartaria hasta el Mar de Ojotsk. Aunque Japón ocupó la parte norte de Sajalín en 1920-1925, durante y después de la Guerra civil rusa, el control soviético en el norte de Sajalín se estableció en 1925 y el paralelo 50 se convirtió en la frontera entre Japón y la URSS.
Dado que el Imperio japonés incorporó Corea en 1910, la frontera corta entre Corea y Rusia también se convirtió en parte de la frontera entre los imperios japonés y ruso, y más tarde (hasta 1945), entre el Imperio japonés y la URSS.
El Ejército Soviético cruzó la frontera terrestre en Sajalín en agosto de 1945, mientras que los infantes de marina soviéticos desembarcaron en las Kuriles. Como resultado de la breve guerra soviético-japonesa, la totalidad de Sajalín y las Kuriles se convirtió de facto (y de jure, bajo la ley soviética) en parte de la URSS y de su parte constituyente, la República Socialista Federativa Soviética de Rusia. Aunque la URSS y Japón restablecieron relaciones diplomáticas una década después (la Declaración Conjunta Soviético-Japonesa de 1956), no se ha firmado ningún tratado de paz o acuerdo de límites marítimos entre los dos países.

## Descripción

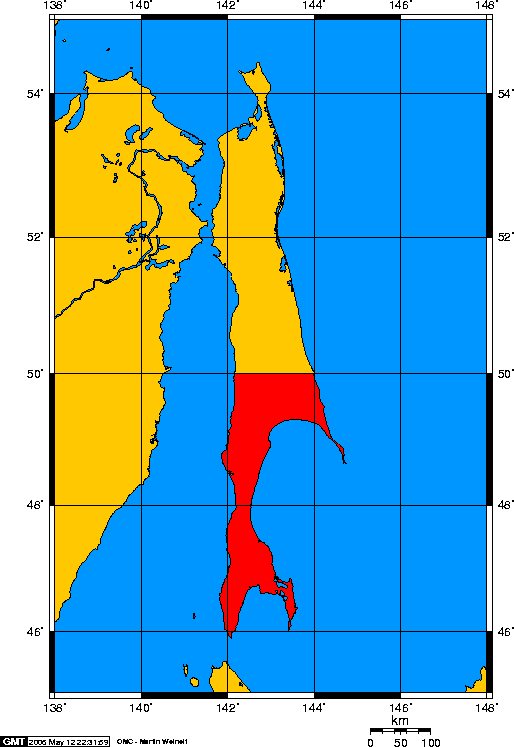
La antigua frontera terrestre en Sakhalin (Rusia en amarillo, Japón en rojo)

La frontera ruso-japonesa existente de facto (y, desde el punto de vista ruso, también de jure ) sigue varios estrechos marítimos: el estrecho de La Pérouse, el estrecho de Nemuro, el estrecho de Izmeny, el estrecho de Notsuke ) y el estrecho de Sovietsky, que separan la isla de Sajalín y las islas Kuriles de la isla japonesa de Hokkaido. En opinión de Japón, la frontera de jure pasa por el estrecho de La Perouse y el estrecho de Vries .

## Disputas territoriales
Japón reclama el grupo del sur de las Islas Kuriles, (a saber. Iturup, Shikotan, Kunashir y Habomai), que fueron ocupadas por la Unión Soviética en 1945 e incorporadas a su Óblast de Sajalín. Rusia trata a las islas como parte integral del país.

## Puntos de control
No hay pasos fronterizos en la frontera ruso-japonesa, ya que es un límite puramente marítimo.
Durante la existencia de la frontera terrestre en Sajalín (1905-1945), fue atravesada por una carretera.